# Pehr Jönsson (orgelbyggare)
Pehr Jönsson, född 20 juli 1784 i Råbelövs socken, Kristianstads län, död 25 juni 1848 i Fredsbergs socken, Skaraborgs län,  var en svensk urmakare, orgelbyggare och instrumentmakare. Han utbildade sonen, Andreas Åbergh, till orgelbyggare.

## Biografi
Pehr Jönsson föddes 20 juli 1784 på Steglahuset i Råbelövs socken, Kristianstads län. Han var son till husmannen Jöns Månsson och Anna Persdotter. Han flyttade någon gång mellan 1797 och 1803 till Fjälkinge. Jönsson flyttade 1811 från Fjälkestad till Kristianstad och blev väktare i staden. De bosatte sig 1813 på Östra Bakgatan nr 99 i Kristianstad. Där gifte han sig den 10 oktober 1812 med pigan Ingar Andersdotter (1788–1871). Familjen flyttade 1818 till Broby i Östra Broby socken. I Broby arbetade hans far som urmakare. De flyttade 1829 till Karlskrona tyska församling, Karlskrona och bosatte sig på kvarter 9 nummer 40. I Karlskrona började Jönsson att arbeta som instrumentmakare. År 1834 flyttade familjen till Hjortsberga och bosatte sig på Tjustorp. Pehr Jönsson avled 25 juni 1848 i Fredsbergs socken, Skaraborgs län och begravs där den 30 juni. Troligtvis under bygget av orgeln.
Föräldrarna Pehr Jönsson och Ingar Andersdotter fick tillsammans 9 barn, bland dessa orgelbyggaren Andreas Åbergh.

## Orglar
| År   | Ursprunglig kyrka | Stift       | Manualer | Pedal | Stämmor | Fasad | Övrigt                                                                       |
| ---- | ----------------- | ----------- | -------- | ----- | ------- | ----- | ---------------------------------------------------------------------------- |
| 1836 | Hjortsberga kyrka | Lunds stift |          |       | 9       |       | tillsammans med sonen Andreas Åbergh                                         |
| 1838 | Backaryds kyrka   | Lunds stift |          |       |         |       | tillsammans med sonen Andreas Åbergh                                         |
| 1838 | Långasjö kyrka    |             |          |       |         |       | tillsammans med sonen Andreas Åbergh, eventuellt byggd av Johan Petter Åberg |